# O+S (band)
O+S of O plus S is een Amerikaanse elektronische indie- en alternatieve rockband. De groep werd opgericht in Birmingham (Alabama) door twee jeugdvrienden, Orenda Fink en Scalpelist, een nom de plume van Cedric Lemoyne. De band bestaat verder uit Jeffrey Cain, Vincent Jones, David Levita, Blair Sinta en Clint Walsh. Orenda Fink, die voorheen met Maria Taylor het muzikale duo Azure Ray vormde, verzamelde voor het Bernis Center of Contemporary Arts geluidsopnames van het dagelijks leven in verschillende steden. Toen Lemoyne deze te horen kreeg, besloten de twee een muzikaal project te beginnen. Bij het schrijven van de muziek lieten ze zich inspireren door deze opnames en werden ze naar eigen zeggen beïnvloed door de artrockgroep 10CC en de soundtracks van David Lynch. Hun gelijknamige debuutalbum werd op 24 maart 2009 door Saddle Creek Records uitgebracht. Dit album werd geproduceerd door Michael Patterson, beter bekend als de producent van Beck. Op 25 augustus van dat jaar verscheen tevens een ep, We Do What We Want To genaamd. Het door Lemoyne en Fink geschreven nummer "The Fox" werd gebruikt als soundtrack in het zesde seizoen van de Amerikaanse televisieserie Grey's Anatomy.

## Discografie
- 2009 - O+S
- 2009 - We Do What We Want To (ep)